# Diocesi di Reconquista
La diocesi di Reconquista (in latino Dioecesis Reconquistensis) è una sede della Chiesa cattolica in Argentina suffraganea dell'arcidiocesi di Santa Fe de la Vera Cruz. Nel 2023 contava 264 000 battezzati su 308 000 abitanti. È retta dal vescovo Ángel José Macín.

## Territorio
La diocesi comprende 2 dipartimenti della provincia di Santa Fe, General Obligado e Vera, e la parte settentrionale del dipartimento di San Javier.
Sede vescovile è la città di Reconquista, dove si trova la cattedrale dell'Immacolata Concezione.
Il territorio si estende su 35000 km² ed è suddiviso in 21 parrocchie.

## Storia
La diocesi è stata eretta l'11 febbraio 1957 con la bolla Quandoquidem adoranda di papa Pio XII, ricavandone il territorio dall'arcidiocesi di Santa Fe (oggi arcidiocesi di Santa Fe de la Vera Cruz).
Il 1º ottobre 1958, con la lettera apostolica Expedit sane, lo stesso papa Pio XII ha proclamato San Giuseppe patrono principale della diocesi e San Giovanni evangelista patrono secondario.
Il 10 aprile 1961 ha ceduto una porzione del suo territorio a vantaggio dell'erezione della diocesi di Rafaela.

## Cronotassi dei vescovi
Si omettono i periodi di sede vacante non superiori ai 2 anni o non storicamente accertati.
- Juan José Iriarte † (23 ottobre 1957 - 28 febbraio 1984 nominato arcivescovo di Resistencia)
- Fabriciano Sigampa † (9 marzo 1985 - 30 dicembre 1992 nominato vescovo di La Rioja)
- Juan Rubén Martinez (12 febbraio 1994 - 25 novembre 2000 nominato vescovo di Posadas)
- Andrés Stanovnik, O.F.M.Cap. (30 ottobre 2001 - 27 settembre 2007 nominato arcivescovo di Corrientes)
- Ramón Alfredo Dus (26 marzo 2008 - 21 febbraio 2013 nominato arcivescovo di Resistencia)
- Ángel José Macín, dal 12 ottobre 2013

## Statistiche
La diocesi nel 2022 su una popolazione di 308 000 persone contava 264 000 battezzati, corrispondenti all'85,7% del totale.
| anno | popolazione | popolazione | popolazione | presbiteri | presbiteri | presbiteri | presbiteri                | diaconi | religiosi | religiosi | parrocchie |
| anno | battezzati  | totale      | %           | numero     | secolari   | regolari   | battezzati per presbitero | diaconi | uomini    | donne     | parrocchie |
| ---- | ----------- | ----------- | ----------- | ---------- | ---------- | ---------- | ------------------------- | ------- | --------- | --------- | ---------- |
| 1966 | ?           | 165 000     | ?           | 40         | 33         | 7          | 0                         |         | 9         | 23        | 17         |
| 1970 | 180 000     | 190 000     | 94,7        | 13         | 4          | 9          | 13 846                    |         | 11        | 115       | 17         |
| 1976 | 162 000     | 170 000     | 95,3        | 28         | 19         | 9          | 5 785                     |         | 10        | 112       | 17         |
| 1980 | 167 000     | 182 000     | 91,8        | 26         | 18         | 8          | 6 423                     |         | 11        | 111       | 18         |
| 1990 | 173 000     | 194 000     | 89,2        | 30         | 23         | 7          | 5 766                     |         | 10        | 90        | 18         |
| 1999 | 185 000     | 207 000     | 89,4        | 39         | 31         | 8          | 4 743                     | 1       | 11        | 77        | 20         |
| 2000 | 187 000     | 209 000     | 89,5        | 42         | 34         | 8          | 4 452                     | 1       | 10        | 78        | 20         |
| 2001 | 181 000     | 205 000     | 88,3        | 40         | 31         | 9          | 4 525                     | 1       | 10        | 76        | 20         |
| 2002 | 235 000     | 265 000     | 88,7        | 38         | 29         | 9          | 6 184                     | 1       | 11        | 70        | 20         |
| 2003 | 235 170     | 265 200     | 88,7        | 39         | 30         | 9          | 6 030                     |         | 11        | 64        | 20         |
| 2004 | 233 000     | 265 000     | 87,9        | 36         | 30         | 6          | 6 472                     |         | 14        | 70        | 20         |
| 2010 | 240 000     | 273 000     | 87,9        | 44         | 38         | 6          | 5 454                     | 1       | 7         | 58        | 20         |
| 2014 | 249 000     | 283 000     | 88,0        | 47         | 41         | 6          | 5 297                     | 1       | 7         | 58        | 20         |
| 2017 | 256 300     | 291 000     | 88,1        | 47         | 41         | 6          | 5 453                     | 1       | 7         | 58        | 20         |
| 2020 | 256 600     | 299 960     | 85,5        | 36         | 30         | 6          | 7 127                     | 8       | 6         | 36        | 21         |
| 2022 | 261 300     | 305 800     | 85,4        | 36         | 30         | 6          | 7 258                     | 8       | 6         | 36        | 21         |
| 2023 | 264 000     | 308 000     | 85,7        | 36         | 30         | 6          | 7 333                     | 8       | 6         | 36        | 21         |